# Kičerely
Kičerely, ukrajinsky Кічере́ли, maďarsky Kicserela, je osada obce Drahovo, v Drahovské územní komunitě (hromadě), v okrese Chust v Zakarpatské oblasti Ukrajiny. Leži na levém břehu řeky Terebly, cca 2 km východně od Drahova. V roce 2001 zde žilo 963 obyvatel.
Severně od Kičerel je v lese ženský klášter sv. Archanděla Michaela; klášter je uváděn jako Drahovský.